# Algerine Island
Algerine Island är en ö i Kanada.   Den ligger i Frobisher Bay i territoriet Nunavut, i den östra delen av landet, 2 100 km norr om huvudstaden Ottawa.